# Église Saint-Germain d'Arboucave
L’Église Saint-Germain d’Arboucave est un lieu de culte catholique situé sur la commune d’Arboucave, dans le département français des Landes. Elle est rattachée à la paroisse de Saint-Girons de Chalosse et au diocèse d’Aire et Dax.

## Localisation et description
L'église est située au nord de la commune, dans le bourg, rue de l'Encierro.
L’église Saint-Germain est une église de style roman constituée d’un plan allongé. À l’ouest, elle s’ouvre sur un clocher massif à trois niveaux. Le premier est percé de trois portes en arc plein cintre, le second d’une ouverture rectangulaire, le troisième  de deux ouvertures rectangulaires pourvues d’abat-sons, le tout coiffé d’une flèche polygonale couverte de tuiles. La nef est éclairée seulement par des meurtrières et rares fenêtres rectangulaires. Elle est adossée au chœur, marqué par des contreforts extérieurs. Tout l’édifice est couvert de tuiles.

## Histoire
Une première église, déjà nommée Saint-Germain, est fondée au nord-est territoire communal au XIIIe siècle. Elle aurait été brûlée en 1313 ou 1315 par Pierre de Castelnau. Interdite au culte en 1772, elle est vendue entre 1809 et 1811. L’église du bourg dont la date de construction est inconnue est elle aussi brûlée en 1415 lors de la reconquête du Tursan par la France. En réchappent seulement quelques portions du mur occidental et de la nef. Elle est reconstruite vers 1540 grâce à l’aide des évêques de Tarbes Antoine et Louis de Castelnau. En 1569, elle est pillée par les troupes protestantes de Pierre Abadie. En 1885, des peintures murales sont réalisées par Léonard Fortuné, et en 1902 la voûte et la toiture sont rénovées par l'entrepreneur Langlade et l’architecte Abonneau. Dans la seconde moitié du XXe siècle, c’est au tour de la partie haute du clocher d’être restaurée.